# Xanioascus canadensis
Xanioascus canadensis és una espècie extinta de ctenòfor que va viure al Cambrià mitjà, fa uns 512 milions d'anys. Les seves restes fòssils es van trobar al jaciment canadenc dels esquists de Burgess, a la Colúmbia Britànica. Aquesta espècie presentava 24 fileres de pintes, en contrast amb totes les formes de ctenòfor modernes que només en presenten 8.
Altres ctenòfors fòssils importants del Cambrià són Fasciculus vesanus i Ctenorhabdotus capulus.